# Tito Pompônio Basso (cônsul em 94)
Tito Pompônio Basso (em latim: Titus Pomponius Bassus) foi um senador romano nomeado cônsul sufecto para o nundínio de setembro a dezembro de 94 com Lúcio Sílio Deciano. Foi o destinatário de uma das cartas de Plínio, o Jovem por volta de 105 ou 106, que indica que ele já estava aposentado na época: "A velhice cabe bem a um homem que ocupou as mais importantes posições, comandou exércitos e se dedicou inteiramente ao serviço do estado enquanto este era seu dever".

## Carreira
Entre 79 e 80, Basso foi legado do procônsul da Ásia, Marco Úlpio Trajano, pai do futuro imperador Trajano. Entre 90 e 93, foi legado militar da Legio X Fretensis, que estava estacionada em Jerusalém, a capital da Judeia. Entre setembro e dezembro de 94, foi cônsul sufecto. Depois de seu mandato, foi nomeado legado imperial da Galácia-Capadócia entre 94/96 e 100. Ao voltar para Roma, em 101, Basso foi prefeito anonário da Itália central, servindo em Ferento, no Lácio.
É possível que Lúcio Pompônio Basso, cônsul sufecto em 118, tenha sido seu filho.